# Vasić
Vasić je priimek več znanih ljudi:
- Dragiša Vasić (1885—1945), srbski pisatelj
- Dušan Vasić (1866—1923), srbski polkovnik
- Miloje Vasić (1869—1956), srbski arheolog
- Miloš Vasić (1859—1935), srbski general
- Pavle Vasić (1907—1993), srbski slikar in grafik